# Port-Saint-Louis-du-Rhône
Port-Saint-Louis-du-Rhône (okzitanisch Pòrt Sant Loís) ist eine Gemeinde mit 8510 Einwohnern (Stand 1. Januar 2022) in Frankreich und liegt im Département Bouches-du-Rhône, in der Region Provence-Alpes-Côte d’Azur.

## Geografie
Die Stadt liegt am linken Ufer der Rhône (Grand-Rhône), etwa sechs Kilometer vor ihrer Mündung in das Mittelmeer. Da die Rhônemündung für Schiffe nicht befahrbar ist, wurde der Canal Saint-Louis erbaut, der die Binnenschiffe durch den Stadthafen von Port-Saint-Louis-du-Rhône in den östlich der Stadt liegenden Golf von Fos geleitet.
Im Gebiet nördlich und östlich des Golfes befinden sich mächtige Hafen- und Industrieanlagen, besonders in Fos-sur-Mer und Port-de-Bouc. Westlich der Stadt ist die flache Landschaft im Mündungsdelta der Rhône von Brackwassersümpfen geprägt und beherbergt eine interessante Fauna und Flora, wie man sie aus der benachbarten Camargue kennt.

## Geschichte
Die Gründung von Port-Saint-Louis-du-Rhône wurde von Napoléon Bonaparte angeordnet. Der Hafen wurde 1864, der Canal Saint-Louis 1873 eröffnet. Die Stadt wurde 1904 zur Gemeinde erhoben.
Ausführliche Zeittafel siehe Zeittafel von Port-Saint-Louis-du-Rhône

### Bevölkerungsentwicklung
| Jahr                       | 1962 | 1968 | 1975   | 1982   | 1990 | 1999 | 2007 | 2016 | 2021 |
| Einwohner                  | 6278 | 8285 | 10.393 | 10.378 | 8624 | 8123 | 8530 | 8519 | 8446 |
| Quellen: Cassini und INSEE |      |      |        |        |      |      |      |      |      |

## Wirtschaft
Schiffsverkehr, Warenumschlag und Handel führten zu einem goldenen Zeitalter, das jedoch in den 1960er Jahren langsam zu Ende ging. 1966 wurde der Hafen in den Autonomen Hafen von Marseille integriert. Anfang der 70er Jahre beschloss der Staat, den Industrie-Hafenkomplex von Fos zu schaffen, und die Hafentätigkeit des zentralen Beckens von Port-Saint-Louis-du-Rhône, das nicht mehr der neuen Technik des Seetransportes entsprach, einzustellen, bzw. nach Fos-sur-Mer zu verlegen.
Die Umgestaltung des zentralen Hafenbeckens in einen Yachthafen für die Freizeitschifffahrt, ab dem Jahre 1989, war ein Schlüsselmoment in der Geschichte der Stadt und ein Symbol ihres Wiederauflebens: Die zwischen der Rhône und dem Mittelmeer gelegene Stadt konnte die Allgegenwart des Wassers auf ihrem Territorium verwerten: der Fischfang, die Produkte des Meeres, der Wassersport, insbesondere der Segelsport und die Strände machen nunmehr den Reichtum dieser Hafenstadt aus.

## Sehenswürdigkeiten
Der Turm Saint-Louis ist das älteste Monument der Stadt: es stammt aus dem Jahr 1737. Er wurde in seiner Geschichte als Leucht- und Wachturm verwendet. Von seiner Terrasse hat man einen außergewöhnlichen Blick auf die Camargue, die Rhône und die Salzsümpfe. Der Turm beherbergt heute das Fremdenverkehrsbüro und eine vogelkundliche Sammlung.
Etwa acht Kilometer südöstlich des Turms befindet sich die Plage Napoléon, ein etwa vier Kilometer langer und 200 m breiter, feiner Sandstrand, den man per Auto erreichen kann.

## Persönlichkeiten
- Nora Mebarek (* 1972), Politikerin